# Olympische Sommerspiele 2008/Gewichtheben – Superschwergewicht (Frauen)
Das Gewichtheben der Frauen in der Klasse über 75 kg (Superschwergewicht) bei den Olympischen Sommerspielen 2008 in Peking fand am 16. August 2008 im Beihang University Gymnasium statt.
Der Wettbewerb bestand aus zwei Teilen: Reißen (Snatch) und Stoßen (Clean and Jerk). Die Teilnehmerinnen traten zuerst im Reißen an, bei dem sie drei Versuche hatten. Wer ohne gültigen Versuch blieb, schied aus. Im Stoßen hatte wieder jede Starterin drei Versuche. Die Sportlerin mit dem höchsten zusammenaddierten Gewicht gewann. Im Falle eines Gleichstandes gab das geringere Körpergewicht den Ausschlag.

## Titelträger
| Olympiasiegerin     | Tang Gonghong  | Athen 2004              |
| Weltmeisterin       | Jang Mi-ran    | Chiang Mai 2007         |
| Afrikameisterin     | Mariam Usman   | Strand 2008             |
| Panamerikameisterin | Oliba Nieve    | Callao 2008             |
| Asienmeisterin      | Mami Shimamoto | Kanazawa 2008           |
| Europameisterin     | Olha Korobka   | Lignano Sabbiadoro 2008 |
| Ozeanienmeisterin   | Ele Opeloge    | Auckland 2008           |

## Rekorde
Vor Beginn der Olympischen Spiele waren folgende Rekorde gültig:
| Weltrekord    | Reißen    | Mu Shuangshuang | 139 kg | Doha, Katar          | 6. Dezember 2006   |
| Weltrekord    | Stoßen    | Tang Gonghong   | 182 kg | Athen, Griechenland  | 21. August 2004    |
| Weltrekord    | Zweikampf | Mu Shuangshuang | 319 kg | Chiang Mai, Thailand | 26. September 2007 |
| Olympiarekord | Reißen    | Ding Meiyuan    | 135 kg | Sydney, Australien   | 22. September 2000 |
| Olympiarekord | Stoßen    | Tang Gonghong   | 182 kg | Athen, Griechenland  | 21. August 2004    |
| Olympiarekord | Zweikampf | Tang Gonghong   | 305 kg | Athen, Griechenland  | 21. August 2004    |

Während der Olympischen Spiele wurden folgende Rekorde gebrochen:
| Weltrekord    | Reißen    | Jang Mi-ran | 140 kg | Peking, Volksrepublik China | 16. Dezember 2008 |
| Weltrekord    | Stoßen    | Jang Mi-ran | 186 kg | Peking, Volksrepublik China | 16. Dezember 2008 |
| Weltrekord    | Zweikampf | Jang Mi-ran | 326 kg | Peking, Volksrepublik China | 16. Dezember 2008 |
| Olympiarekord | Reißen    | Jang Mi-ran | 140 kg | Peking, Volksrepublik China | 16. Dezember 2008 |
| Olympiarekord | Stoßen    | Jang Mi-ran | 186 kg | Peking, Volksrepublik China | 16. Dezember 2008 |
| Olympiarekord | Zweikampf | Jang Mi-ran | 326 kg | Peking, Volksrepublik China | 16. Dezember 2008 |

## Endergebnis
| Rang  | Athletin            | Nation             | Kgw.   | Reißen (kg) | Reißen (kg) | Reißen (kg) | Reißen (kg) | Stoßen (kg) | Stoßen (kg) | Stoßen (kg) | Stoßen (kg) | Zweikampf |
| Rang  | Athletin            | Nation             | Kgw.   | 1           | 2           | 3           | Gesamt      | 1           | 2           | 3           | Gesamt      | Zweikampf |
| ----- | ------------------- | ------------------ | ------ | ----------- | ----------- | ----------- | ----------- | ----------- | ----------- | ----------- | ----------- | --------- |
| 1     | Jang Mi-ran         | Südkorea           | 116,75 | 130         | 136         | 140         | 140         | 175         | 183         | 186         | 186         | 326       |
| 2     | Ele Opeloge         | Samoa              | 123,89 | 113         | 116         | 119         | 119         | 145         | 150         | 152         | 150         | 269       |
| 3     | Mariam Usman        | Nigeria            | 115,30 | 115         | 115         | 120         | 115         | 145         | 150         | 156         | 150         | 265       |
| 4     | Cheryl Haworth      | Vereinigte Staaten | 136,29 | 112         | 115         | 118         | 115         | 140         | 144         | 150         | 144         | 259       |
| 5     | Julija Dowhal       | Ukraine            | 96,05  | 114         | 114         | 118         | 118         | 140         | 140         | 147         | 140         | 258       |
| 6     | Deborah Lovely      | Australien         | 94,19  | 109         | 113         | 115         | 113         | 135         | 135         | 140         | 135         | 248       |
| 7     | Victoria Mavridou   | Griechenland       | 102,15 | 100         | 105         | 110         | 105         | 121         | 126         | 128         | 126         | 231       |
| 8     | Cristina Cornejo    | Peru               | 117,50 | 93          | 97          | 99          | 97          | 123         | 128         | 130         | 128         | 225       |
| —     | Eva Dimas           | El Salvador        | 86,85  | 100         | 105         | 105         | 105         | 125         | 127         | 127         | —           | —         |
| DSQ 1 | Olha Korobka        | Ukraine            | 166,97 | 120         | 124         | 127         | 124         | 150         | 153         | —           | 153         | 277       |
| DSQ 1 | Marija Grabowezkaja | Kasachstan         | 112,93 | 115         | 115         | 120         | 120         | 145         | 150         | 150         | 150         | 270       |

Anmerkungen